# Tropheus duboisi
Tropheus duboisi Marlier, 1959 è una specie di pesce d'acqua dolce appartenente alla grande famiglia Cichlidae, sottofamiglia Cichlasomatinae.

## Distribuzione e habitat
Questa specie è endemica del lago Tanganica, dove abita scogliere e fondali rocciosi della parte settentrionale. T. duboisi. Insieme
a T. morii, è sicuramente la specie più conosciuta ed allevata in acquario. Da adulto è possibile trovarlo a maggiore profondità, fino a 15 m, mentre i giovani, in genere, nuotano nelle basse acque delle coste rocciose.
Sono conosciute almeno quattro varietà geografiche, indicate come Maswa", "Karilani Island", “Bemba” e "Kigoma”. 

## Descrizione

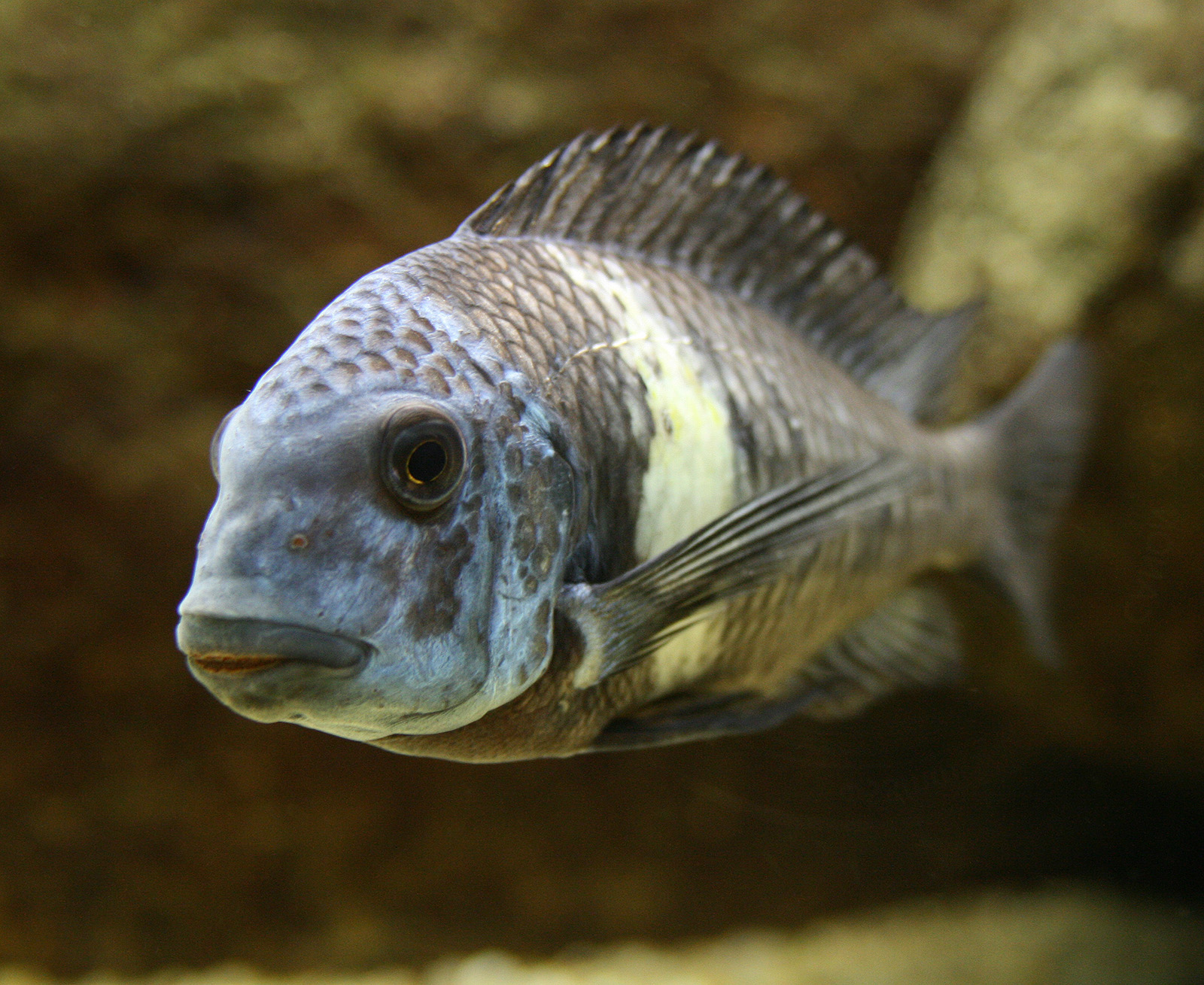
Particolare della testa

Presenta un corpo con fronte e ventre alto, peduncolo caudale sottile, pinna caudale a delta, delicatamente bilobata. La pinna dorsale è bassa e lunga, fino al peduncolo caudale. Le ventrali sono appuntite, le pinne pettorali allungate, dai vertici arrotondati. 

La livrea degli adulti è semplice: l'intero corpo è nero velluto, con riflessi bluastri sulla testa e alla radice delle pinne dorsale e ventrale. Una fascia gialla, tendente al biancastro sul ventre, percorre verticalmente il corpo poco dopo la testa, dal dorso al ventre. I giovani sono invece neri, con qualche riflesso bluastro, delicatamente puntinati da piccole chiazze bianche.

Raggiunge una lunghezza massima di 12 cm.

## Etologia
I maschi sono estremamente territoriali. Al contrario di altre specie è generalmente solitario, non formando quindi branchi, come ad esempio T. moorii.

## Riproduzione
Sono ciclidi incubatori orali: dopo la despozione, la femmina cova le uova in bocca, fino ad alcuni giorni dopo la schiusa.

## Alimentazione
Questa specie si nutre prevalentemente di alghe e detriti vegetali presenti sulla pellicola biologica che si crea sulla superficie delle rocce sommerse: ogni individuo passa quasi tutto il suo tempo a brucare, essendo un alimento poco nutritivo. Il suo apparato digerente è molto lungo.

## Predatori
T. duboisi è preda abituale del ciclide Plecodus straeleni.

## Acquariofilia
Apprezzata specie dagli appassionati di ciclidi, in acquario è tra le meno aggressive dei Tropheus, ma andrebbe comunque allevato un solo maschio con un piccolo harem di 2-3 femmine, che formeranno un gruppo strutturato gerarchicamente.